# 陳亮世
陈亮世，字南志，福建晋江人，清朝政治人物、进士出身。
雍正八年（1730年）登進士，选庶常，改工部都水司主事。后历升工部虞衡司员外、吏部稽司郎中。